# Xuande
Xuande (25 februari 1398 - 31 januari 1435) was de vijfde keizer van China uit de Mingdynastie tussen 1425 en 1435. Geboren als Zhu Zhanji was hij de zoon van keizer Hongxi.
Keizer Xuande hield van poëzie en literatuur. Hij besliste om Peking te behouden als hoofdstad.
Zijn oom Zhu Gaoxu was de gedoodverfde opvolger van keizer Yongle wegens zijn militaire successen maar hij negeerde keizerlijke instructies en werd in 1417 verbannen naar de vazalstaat Shandong. Toen Zhu Gaoxu revolteerde, trok de nieuwe keizer Xuandu met 20.000 soldaten op en viel hem aan nabij Loan. Zhu Gaoxu werd onteerd en stierf aan de gevolgen van foltering. Zeshonderd rebellerende ambtenaren werden geëxecuteerd en 2200 werden verbannen.
Xuande zorgde ervoor dat een van de grootse projecten van zijn grootvader Yongle opnieuw in ere werd hersteld. Hij gaf eunuch-admiraal Zheng He de opdracht om de zevende en tevens laatste reis van de Chinese armada te leiden. Hij wilde China's aanzien in het buitenland andermaal laten bevestigen door het opeisen van tributen.